# 川內站 (鹿兒島縣)
川內站（日语：〔〕／ Sendai eki */?）是數於九州旅客鐵道（JR九州）、日本貨物鐵道（JR貨物）和肥薩橙鐵道的鐵路車站，位於九州鹿兒島縣薩摩川內市鳥追町。
由於週邊道路條件惡劣，因此當九州新幹線通車後，大幅縮短對外交通所需時間而令乘客數目急升，特別是往鹿兒島中央的乘客人數大幅超越當初的預測。同時，薩摩川內市周邊佈滿不少大企業的工廠，商務旅客也有不少，故部份優等列車也在此站停車。此外，在西九州新幹線通車前，本站是全日本最西面的新幹線車站。

## 車站構造
新幹線月台為對向式月台2面2線配置。在來線及肥薩橙鐵道線月台為島式月台1面2線配置，南邊是1、2號月台，北邊是3、4號月台。但由於1號月台和3號月台之間的軌道並不連接，故直通班次只能使用2、4號月台。另外，在以本站為起點的宮之城線廢線前，本站尚有一座獨立的月台（即2面3線配置）。

### 月台配置

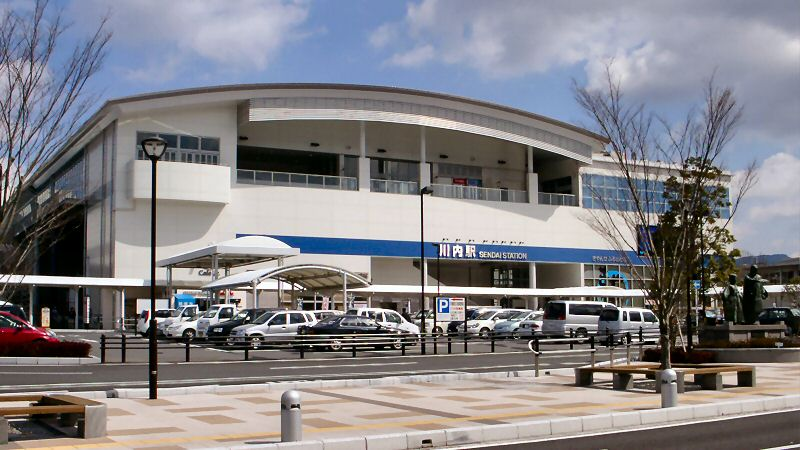
東口（2005年3月）
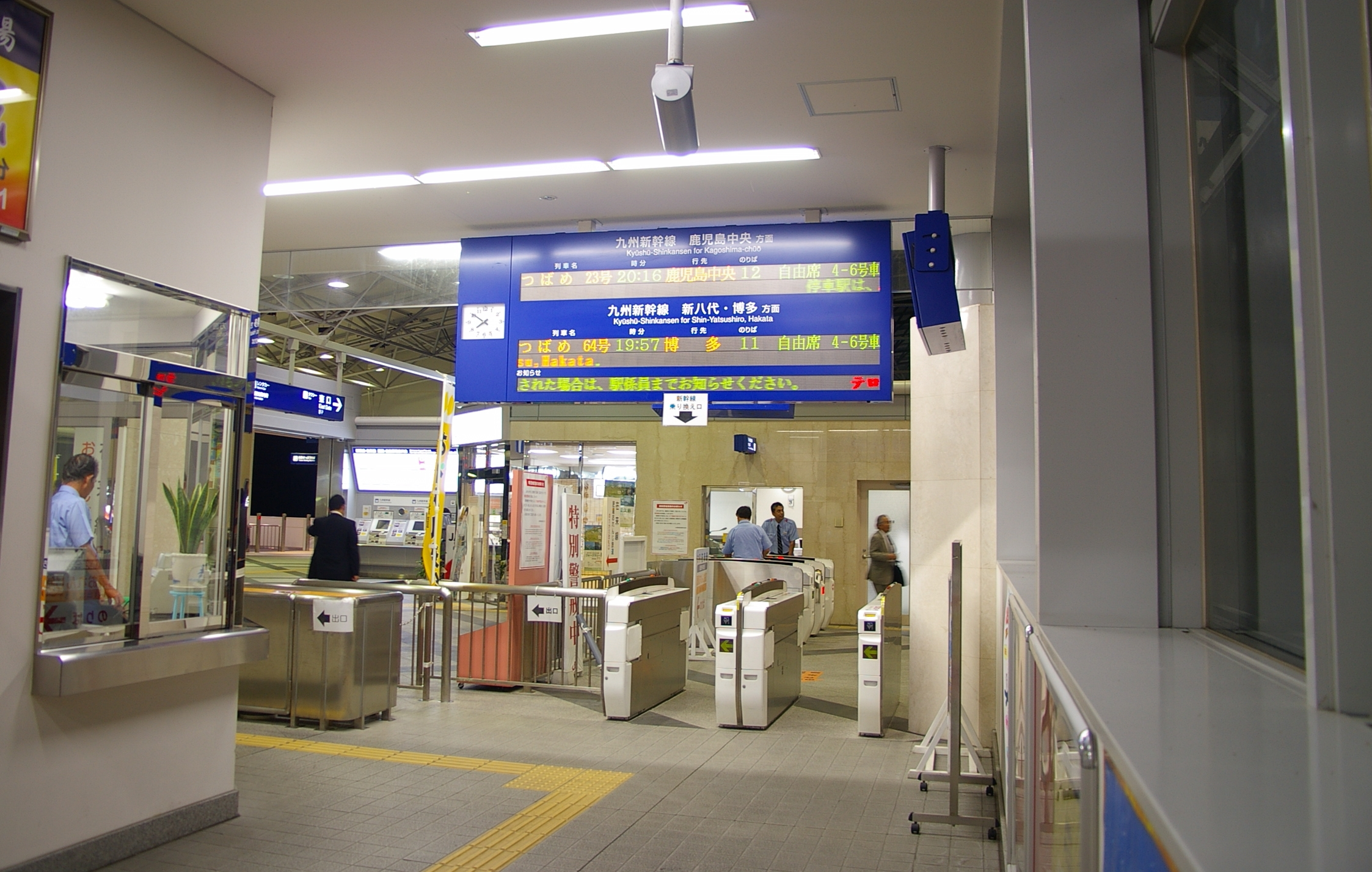
剪票口（2006年8月）

| 月台       | 路線        | 方向 | 目的地                         | 備註                          |
| ---------- | ----------- | ---- | ------------------------------ | ----------------------------- |
| 在來線月台 |             |      |                                |                               |
| 1、2       | ■鹿兒島本線 | -    | 串木野、伊集院、鹿兒島中央方向 | 肥薩橙鐵道線起的直通於4號月台 |
| 3、4       | ■肥薩橙鐵道 | -    | 阿久根、出水方向               | 3號月台用作夜間車輛留置       |
| 新幹線月台 |             |      |                                |                               |
| 11         | 九州新幹線  | 上行 | 博多、新大阪方向               |                               |
| 12         | 九州新幹線  | 下行 | 往鹿兒島中央                   |                               |

- 東口（2005年3月）
- 剪票口（2006年8月）

## 車站周邊
- 薩摩川內市政府辦公室

## 歷史
- 1914年6月1日：鐵道院（其後的日本國有鐵道）川內線（現在的鹿兒島本線）川內町－串木野段開通，同日川內町站開業[1]。
- 1922年：川內線西方－川內町段開通[2]。
- 1924年10月20日：宮之城線川內町－樋脇段開業。
- 1940年10月1日：易名為川內站[3]
- 1945年：

- 7月27日：川內大空襲時車站內大部分設施被破壞。
- 7月30日：再度被空襲，車站全毀。
- 8月1日：空襲使川內川橋樑被破壞（9月9日修復）

- 1949年6月1日：昭和天皇戰後巡幸至鹿兒島縣時，於本站乘坐御召列車[4]。
- 1959年6月14日：改建站房。
- 1966年10月1日：開辦貨櫃提取業務。
- 1968年10月1日：開設綠色窗口。
- 1970年7月10日：開設營業中心（現在的旅遊中心）。
- 1972年10月24日：昭和天皇及皇后藉第27回國民體育大會（日语：第27回国民体育大会）乘坐御召列車，於本站～西鹿兒島站間運行[5]。
- 1973年9月20日：停辦集裝箱貨運業務。
- 1976年7月1日：增設自動售票機。
- 1984年2月1日：復辦集裝箱貨運業務。
- 1986年11月1日：停辦行李托運業務。
- 1987年：

- 1月10日：宮之城線全線被廢。
- 4月1日：國鐵分割民營化，本站由九州旅客鐵道接手經營。

- 2002年6月29日：開展站房改建工程。
- 2004年3月13日：九州新幹線開業，隨著八代站～川內站間移交肥薩橙鐵道管理，成為九州旅客鐵道與肥薩橙鐵道的分界車站。
- 2012年12月1日：可以使用IC卡「SUGOCA」[6]。
- 2018年3月30日：旅行中心結業。
- 2024年12月12日：凌晨三時左右，一列熊本開往鹿兒島貨物總站、共有12節貨卡連機車的JR貨物列車，正由本站月台準備出發，但當駛至其中一個轉轍器時，機車及首三節貨卡發生了脫軌事故[7][8]，事件導致本站～隈之城間、以及肥薩橙鐵道本站～上川內暫停營運[9][10]，其中未有脫軌的貨卡於13日被移離現場；14日其中兩節脫軌貨卡被移回路軌，至於機車及另一節資卡則要到15日才可以移回路軌，JR九州自12月16日起暫時改以接駁巴士連接兩站[11]。

## 車站便當
- （西原）
- （西原）
- （西原）

## 相鄰車站
九州旅客鐵道、肥薩橙鐵道
九州新幹線
出水－川內－鹿兒島中央
■鹿兒島本線、■肥薩橙鐵道線
■快速「Ocean Liner薩摩」（只限六、日、假期運行）
上川內（肥薩橙鐵道線）－川內－串木野（鹿兒島本線）
■肥薩橙鐵道線觀光列車「橙食堂」到發站（只限五、六、日、假期運行）
薩摩高城（肥薩橙鐵道線）－川內
■普通
上川內（肥薩橙鐵道線，OR27）－川內（OR28）－隈之城（鹿兒島本線）

### 曾經存在的路線
日本國有鐵道
宮之城線
川內－薩摩白濱

## 外部連結
- JR九州－川內站 （页面存档备份，存于）（日語）
- 肥薩橙鐵道－川內站 （页面存档备份，存于）（日語）

31°48′49″N 130°18′44″E / 31.81361°N 130.31222°E

1. ↑  鐵道院告示第40號「川内線串木野川内町間鐵道運輸營業開始」，日本《官報》第548號，1914年5月30日，第694頁：國立國會圖書館電子資料庫。
2. ↑  鐵道省告示第69號「川内線川内町西方間鐵道運輸營業開始」，日本《官報》第2970號，1922年6月27日，第759頁：國立國會圖書館電子資料庫。
3. ↑  鐵道省告示第202號「鹿兒島本線川内町停車場改稱」，日本《官報》第4415號，1940年9月21日，第685頁：國立國會圖書館電子資料庫。
4. ↑  原武史. . 新潮社. 2016-09-30: 第102頁. ISBN 978-4-10-320523-4.
5. ↑  原武史. . 新潮社. 2016-09-30: 第140頁. ISBN 978-4-10-320523-4.
6. ↑  交通新聞 (交通新聞社). 2012.12.4: 1. 缺少或|title=为空 (帮助)
7. ↑  〈詳報〉分岐器近くで脱線痕確認　川内駅構内貨物列車脱線事故で運輸安全委員会、調査官2人を派遣　川内－隈之城間は再開めど立たず （页面存档备份，存于），南日本新聞，2024年12月12日。
8. ↑  【脱線】「通勤通学、物流の再開を」薩摩川内市長が視察　貨物列車脱線車両の撤去作業へ　川内駅 （页面存档备份，存于），鹿兒島讀賣電視台，12月13日。
9. ↑  【速報】鹿児島 JR川内駅で貨物列車が脱線 けが人なし 一部区間で運転見合わせ，瀨戶內電視台，2024年12月12日。
10. ↑  川内駅近くで貨物列車が脱線　事故調査官が現地へ　鹿児島本線は川内～隈之城で運転見合わせ，南日本新聞（經日本新聞網轉載），2024年12月12日。
11. ↑  鹿児島本線 川内駅構内における貨物列車脱線事故に伴う運転計画について （页面存档备份，存于），JR九州新聞稿，2024年12月14日。